# NGC 3093
NGC 3093 je galaksija u zviježđu Sekstantu.

## Vanjske poveznice
- SEDS: NGC 3093